# Ruffrè
Ruffrè is een gemeente in de Italiaanse provincie Trente (regio Trentino-Zuid-Tirol) en telt 444 inwoners (31-12-2004). De oppervlakte bedraagt 6 km², de bevolkingsdichtheid is 74 inwoners per km².

## Geografie
De gemeente ligt op ongeveer 1175 m boven zeeniveau.
Ruffrè grenst aan de volgende gemeenten: Sarnonico, Caldaro sulla strada del vino (BZ), Cavareno.